# 谢文清 (1906年)
谢文清（1906年—1998年），江西上饶人，中国共产党早期人物。
谢文清22岁时参加方志敏领导的赣东北农民暴动，历任赣东北苏维埃政府信江特区出纳科长、闽浙赣苏维埃政府财政部副部长、中国工农红军第十军团没收委员会主任，怀玉山之战中随粟裕突围，突围部队改称中国工农红军挺进师后，谢文清任挺进师没收委员会主任，随挺进师在浙西南一带活动。1935年，挺进师与闽东特委联合成立中共闽浙边临时省委，谢文清任省委委员。1936年2月任浙西南独立师政委，同年8月接替郑宗玉代理中共浙南特委书记，1937年起，先后担任浙南军分区政委、中共浙江省委常委、组织部部长，1938年10月在温州被国军逮捕，1944年8月越狱。中华人民共和国成立后，谢文清不再担任政治军事职务，先后在医院、公司工作。1998年2月病逝于杭州。